# Myotis oxyotus
Myotis oxyotus је врста слепог миша из породице вечерњака (лат. Vespertilionidae).

## Распрострањење
Врста има станиште у Боливији, Венецуели, Еквадору, Колумбији, Костарици, Панами и Перуу.

## Станиште
Врста Myotis oxyotus има станиште на копну.

## Угроженост
Ова врста није угрожена, и наведена је као последња брига јер има широко распрострањење.

### Популациони тренд
Популациони тренд је за ову врсту непознат.